# Urban Sea
Urban Sea est un cheval de course femelle née aux États-Unis en 1989 et morte le 2 mars 2009. Elle remporte à la surprise générale le Prix de l'Arc de Triomphe en 1993 avant de devenir l'une des plus grandes poulinières de l'histoire, mère des champions et grands étalons Galileo et Sea The Stars.

## Carrière de courses
Élevée aux États-Unis par Paul de Moussac dans son haras américain de Marystead Farm, acquise aux ventes de yearlings de Deauville pour 290 000 Francs, Urban Sea réalise une honorable carrière à 3 ans, à l'issue de laquelle elle est rachetée en vente par l'une de ses copropriétaires pour 3 millions de Francs. Elle connait son heure de gloire en 1993 quand, au prix d'un parcours en or, elle parvint à s'infiltrer à la corde pour remporter le seul groupe 1 de sa carrière, mais le plus beau, le Prix de l'Arc de Triomphe au nez et à la barbe des favoris, faisant afficher la cote astronomique de 38/1, devant un autre outsider, White Muzzle, proposé à 78/1. Cette victoire surprise, la plus inattendue de ces quinze dernières années, couronnait la carrière de cette globe-trotter que l'on a vue se produire dans toute l'Europe mais aussi à Hong-Kong et au Canada.

### Résumé de carrière
| Date         | Hippodrome       | Pays        | Course                              | Statut      | Distance    | Jockey          | Place       | Écart       | Vainqueur ou deuxième |
| 1991, 2 ans  | 1991, 2 ans      | 1991, 2 ans | 1991, 2 ans                         | 1991, 2 ans | 1991, 2 ans | 1991, 2 ans     | 1991, 2 ans | 1991, 2 ans | 1991, 2 ans           |
| ------------ | ---------------- | ----------- | ----------------------------------- | ----------- | ----------- | --------------- | ----------- | ----------- | --------------------- |
| 11 septembre | Évry             | France      | Prix de Morangis                    | Inédits     | 1 400 m     | D. Bœuf         | 2e / 8      | 3           | Rêveuse du Soir       |
| 4 octobre    | Maisons-Laffitte | France      | Prix Bella Paola                    | Maiden      | 1 600 m     | M. Boutin       | 1er / 12    | cte enc.    | Indiana Anna          |
| 22 octobre   | Deauville        | France      | La Coupe Piaget des 2 ans           | Listed      | 1 400 m     | M. Boutin       | 4e / 14     |             | Red Moonsoon          |
| 1992, 3 ans  |                  |             |                                     |             |             |                 |             |             |                       |
| 10 avril     | Maisons-Laffitte | France      | Prix Imprudence                     | Listed      | 1 400 m     | M. Boutin       | tombée      |             | Kenbu                 |
| 26 avril     | Longchamp        | France      | Prix de la Grotte                   | Gr. 3       | 1 600 m     | M. Boutin       | 6e / 8      |             | Absurde               |
| 10 mai       | Düsseldorf       | Allemagne   | Arag Preis (German 1000 Guineas)    | Gr. 2       | 1 600 m     | M. Kinane       | 3e / 13     |             | Princess Nana         |
| 31 mai       | Longchamp        | France      | Prix de la Seine                    | Listed      | 2 000 m     | M. Boutin       | 1er / 9     | 1/2         | Sans Escale           |
| 14 juin      | Chantilly        | France      | Prix de Diane                       | Gr. 1       | 2 100 m     | M. Boutin       | 6e / 12     |             | Jolypha               |
| 18 juillet   | Évry             | France      | Prix Minerve                        | Gr. 3       | 2 400 m     | M. Boutin       | 2e / 7      | enc.        | Linnga                |
| 22 août      | Deauville        | France      | Piaget d'Or                         | Listed      | 2 000 m     | M. Boutin       | 1er / 11    | 2 ½         | Sheba Dancer          |
| 13 septembre | Longchamp        | France      | Prix Vermeille                      | Gr. 1       | 2 400 m     | M. Boutin       | 3e / 10     |             | Jolypha               |
| 18 octobre   | Woodbine         | Canada      | E.P. Taylor Stakes                  | Gr. 2       | 2 000 m     | M. Boutin       | 2e / 10     | 1 ¼         | Hatoof                |
| 8 novembre   | Santa Anita      | États-Unis  | Yellow Ribbon Invitational          | Gr. 1       | 2 000 m     | M. Boutin       | 9e / 9      |             | Super Staff           |
| 1993, 4 ans  |                  |             |                                     |             |             |                 |             |             |                       |
| 20 mars      | Saint-Cloud      | France      | Prix Exbury                         | Gr. 3       | 2 000 m     | M. Boutin       | 1er / 8     | 1           | Marildo               |
| 18 avril     | Sha Tin          | Hong Kong   | Hong Kong Cup                       | Gr. 3       | 1 800 m     | W. Swinburn     | 6e / 14     |             | Romanee Conti         |
| 18 mai       | Saint-Cloud      | France      | Prix Jean-de-Chaudenay              | Gr. 2       | 2 400 m     | W. Swinburn     | 5e / 9      |             | Modhish               |
| 15 juin      | Ascot            | Royaume-Uni | Prince of Wales's Stakes            | Gr. 2       | 2 000 m     | C. Asmussen     | 2e / 11     | enc.        | Placerville           |
| 11 juillet   | Le Lion d'Angers | France      | Prix du Fonds Européen de l'Élevage | Listed      | 2 000 m     | C. Asmussen     | 1er / 14    | 2           | Half A Tick           |
| 21 août      | Deauville        | France      | Prix Gontaut-Biron                  | Gr. 3       | 2 000 m     | C. Asmussen     | 1er / 7     | 1/2         | Verveine              |
| 3 octobre    | Longchamp        | France      | Prix de l'Arc de Triomphe           | Gr. 1       | 2 400 m     | É. Saint-Martin | 1er / 23    | enc.        | White Muzzle          |
| 28 novembre  | Tokyo            | Japon       | Japan Cup                           | Gr. 1       | 2 400 m     | É. Saint-Martin | 8e / 16     |             | Legacy World          |
| 1994, 5 ans  |                  |             |                                     |             |             |                 |             |             |                       |
| 4 avril      | Longchamp        | France      | Prix d'Harcourt                     | Gr. 2       | 2 000 m     | É. Saint-Martin | 1er / 9     | 1           | Vert Amande           |
| 1er mai      | Longchamp        | France      | Prix Ganay                          | Gr. 1       | 2 100 m     | É. Saint-Martin | 3e / 8      |             | Marildo               |
| 3 juin       | Epsom            | Royaume-Uni | Coronation Cup                      | Gr. 1       | 2 400 m     | É. Saint-Martin | 4e / 11     |             | Apple Tree            |

## Au haras
À l'image de Miesque, elle allait s'avérer encore meilleure au haras qu'en compétition. Sa progéniture connait un succès impressionnant tant sur les hippodromes, que sur les rings de ventes aux enchères, où elle fait afficher des prix records. Elle est, avec Toussaud, Fall Aspen, Darara et la grande Dahlia, l'une des cinq poulinières de l'hémisphère nord à avoir engendré 4 vainqueurs de groupe 1 (sachant que Hasili en revendique 5). Son influence est prépondérante sur les courses, au moins européennes, puisqu'elle est entre autres la mère du champion Galileo, le meilleur étalon du monde, et du crack Sea The Stars, l'un des top-étalons européens, tous deux membres du Hall of Fame des courses britanniques. Pour donner une idée de sa prééminence, il suffit de regarder l'arrivée du Prix de l'Arc de Triomphe 2018, où les huit premiers de la course sont ses descendants directs - Enable (par Nathaniel, fils de Galileo), s'imposant devant Sea of Class et Cloth of Stars (deux produits de Sea The Stars), Waldgeist et Capri (deux rejetons de Galileo), Salouen (par une fille de Galileo), Kew Gardens (par Galileo) et Nelson (par Frankel, fils de Galileo).

### Descendance
- 1996 : Urban Ocean (Bering) : Gallinule Stakes (Groupe 3).
- 1997  : Melikah (Lammtarra)  : 2e Irish Oaks, 3e Epsom Oaks.  Vendue 10 000 000 FF yearling. Mère de :
  - Masterstroke (Monsun) : Grand Prix de Deauville (Gr.2), 2e Prix Hocquart (Gr.2), Prix du Lys (Gr.3). 3e Prix de l'Arc de Triomphe.
  - Hidden Gold (Shamardal) : 2e Lillie Langtry Stakes (Gr.3), 3e Lonsdale Stakes (Gr.2), mère de :
    - Creative Flair (Dubawi) : Balanchine Stakes (Gr.2), Pride Stakes (Gr.3), 3e Prix Chloé (Gr.3), Saratoga Oaks (Gr.3).

  - Villarica (Selkirk), mère de :
    - Vancouvérité (Dansili) : Prix Guillaume d'Ornano (Gr.2). 2e Jebel Hatta Stakes (Gr.1).
    - Khawlah (Cape Cross) : UAE Derby (Gr.2), UAE Oaks (Gr.3), 3e Oh So Sharp Stakes (Gr.3). Mère de: 
      - Masar (New Approach) : Derby d'Epsom, Craven Stakes (Gr.3), Solario Stakes (Gr.3), 3e 2000 Guinées, Prix Jean-Luc Lagardère.

  - Moonlight Magic (Cape Cross) : Derby Trial Stakes (Gr.3), Meld Stakes (Gr.3). 2e Mooresbridge Stakes (Gr.3). 3e Prix Daniel Wildenstein (Gr.2), Royal Whip Stakes (Gr.2), International Stakes (Gr.3).
  - Royal Line (Dubawi) : September Stakes (Gr.3). 3e British Champions Long Distance Cup (Gr.2)

- 1998 : Galileo (Sadler's Wells) : Derby d'Epsom, Irish Derby, King George VI and Queen Elizabeth Diamond Stakes. Étalon

- 1999 : Black Sam Bellamy (Sadler's Wells) : Tattersalls Gold Cup, Gran Premio del Jockey Club.  2e Grosser Preis Von Baden.  3e Critérium de Saint-Cloud, Coronation Cup.  Étalon.

- 2000 : Atticus (Sadler's Wells) : inédit

- 2001 : All too Beautiful (Sadler's Wells)  : Middleton Stakes (Gr.3), 2e Oaks. Vendue 1 100 000 guinées foal. Mère de :
  - Wonder of Wonders (Kingmambo)  : 2e Oaks. 3e Irish Oaks, Yorkshire Oaks.
    - So Wonderful (War Front) : 2e Flame of Tara Stakes (Gr.3). 3e Irish 1000 Guineas, Moyglare Stud Stakes, Silver Flash Stakes (Gr.3).

  - All For Glory (Giant's Causeway), mère de :
    - Alluringly (Fastnet Rock) : 3e Oaks. Mère de :
      - Lily Pond (Galileo) : Kilboy Esate Stakes (Gr.2). 2e Blue Wind Stakes (Gr.3). 3e Munster Oaks (Gr.3).
      - Truly Enchanting (No Nay Never) : Airlie Stud Stakes (Gr.2).
      - True Love (No Nay Never) : Queen Mary Stakes (Gr.2).

    - Toogoodtobetrue (Oasis Dream) : 3e Debutante Stakes (Gr.2)

  - Sparrow (Oasis Dream) : 3e Ballyogan Stakes (Gr.3). Mère de :
    - Sir Dragonet (Camelot) : Cox Plate, Chester Vase (Gr.3). 2e Tattersalls Gold Cup.
    - Les Pavots (No Nay Never) : Prix du Calvados.

- 2002 : My Typhoon (Giant's Causeway) : Diana Stakes (Gr.1), 3e Garden City Breeders' Cup Handicap (Gr.1). Vendue 1.800.000 guinnées foal (record en Europe).

- 2004  : Cherry Hinton (Green Desert) : 2e Blue Wind Stakes (Gr.3), 5e Epsom Oaks. Mère de :
  - Wading (Montjeu) : Rockfel Stakes (Gr.2). Mère de :
    - Just Wonderful (Dansili) : Rockfel Stakes (Gr.2), Flame of Tara Stakes (Gr.3). 2e Belmont Oaks Invitational Stakes (Gr.1). 3e Matron Stakes (Gr.1), Anglesey Stakes (Gr.3).
    - Lost Treasure (War Front) : 3e Mercury Stakes (Gr.3)
    - Twain (Wootton Bassett) : Critérium International.

  - Bracelet (Montjeu) : Irish Oaks, Ribblesdale Stakes (Gr.2), Leopardstown 1000 Guineas Trial Stakes (Gr.3).
  - Athena (Camelot) : Belmont Oaks Invitational Stakes (Gr.1). 3e Pretty Polly Stakes. Mère de :
    - Never Ending Story (Dubawi) : Silver Flash Stakes (Gr.3).

  - Goddess (Camelot) : Snow Fairy Fillies Stakes (Gr.3). 2e Kilboy Estate Stakes (Gr.2), Blandford St (Gr.2).
  - Simply A Star (Giant's Causeway), mère de :
    - A New Dawn (Zoffany) : 2e Weld Park Stakes (Gr.3). 3e Flame of Tara Stakes (Gr.3)

- 2005 : Sea's Legacy (Green Desert) : inédit

- 2006 : Sea The Stars (Cape Cross) : Derby d'Epsom, 2000 Guinées, Eclipse Stakes, International Stakes, Irish Champion Stakes, Prix de l'Arc de Triomphe, Beresford Stakes (Gr.2). Étalon.

- 2009 : Born To Sea (Invincible Spirit) : 2e Irish Derby, Killavullan Stakes (Gr.3). 4e St. James's Palace Stakes. Étalon.

## Origines
Urban Sea est une fille de Miswaki, à qui François Boutin fit réaliser une très bonne campagne de 2 ans (Prix de la Salamandre, 2e du Prix Morny, 3e des Dewhurst Stakes), mais qui se perdit l'année suivante aux États-Unis, où il n'a pu performer au plus haut niveau. Il y est resté pour devenir un très bon étalon, père notamment de Black Tie Affair (Breeders' Cup Classic, cheval de l'année 1991). Il émargeait encore à $ 30 000 l'année de sa mort, en 2004.
La famille maternelle est allemande et formidable. Urban Sea est fille de la grande matrone Allegretta, qui se classa deuxième des Oaks Trial Stakes, un groupe 3 anglais avant d'être exportée aux États-Unis, sans succès, puis d'être acquise par des éleveurs français en 1985, pour 55 000 dollars. Urban Sea est son chef-d’œuvre, mais Allegretta a tracé au haras par d'autres voies, et s'impose parmi les plus grandes matrones de l'histoire de l'élevage. Elle est la mère de : 
- King's Best (par Kingmambo) : 2000 Guinées, père de neuf vainqueurs de groupe 1.
- Allez Les Trois (Riverman) : Prix de Flore (Gr.3) 3e Saratoga Breeders' Cup Handicap (Gr.3). Mère de :
  - Anabaa Blue (par Anabaa) : Prix du Jockey Club, Prix Noailles, Grand Prix de Chantilly.
  - Anja (par Indian Ridge), mère de : 
    - Aboulie (Exceed and Excel) : Prix Miesque.
    - Deuxième mère de Mustajeeb (Nayef) : Greenlands Stakes (Gr.2), Amethyst Stakes (Gr.3), Jersey Stakes (Gr.3), 3e Irish 2000 Guineas.

  - Reunite (Kingmambo) : 2e Winter Hill Stakes (Gr.3).
  - Violante (Kingmambo), mère de : 
    - Impulsif (New Approach) : Prix Messidor (Gr.3).
    - Frequential (Dansili), mère de :
      - Los Angeles (Camelot) : Irish Derby, Critérium de Saint-Cloud, 3e Derby, Prix de l'Arc de Triomphe.
- Altruiste (Diesis), mère de :  
  - Terrubi (Dalakhani) : Prix Maurice de Nieuil, 2e Prix de Barbeville (Gr.3), 3e Prix Vicomtesse Vigier.
  - Alpine Snow : 3e Prix Fille de l'Air (Gr.3). Mère de :
    - Armande (Sea The Stars) : Prix de Royaumont (Gr.3), Prix Corrida, 3e Grand Prix de Saint-Cloud.
- Anzille (Plugged Nickle), mère de : 
  - Anzillero (Law Society) : Deutschland Preis, 2e Grosser Preis der Bremer Wirtschaft (Gr.3), 3e Union-Rennen (Gr.2), Preis des Landes Nordrhein-Westfalen (Gr.3).
- Turbaine (Trempolino), mère de :
  - Tucana (Acatenango), mère de :
    - Tusked Wings (Adlerflug) : Diana-Trial (Gr.2)
    - Titurel (Dr Fong) : 3e Prix Maurice de Nieuil.
    - Tijuana (Toylsome), mère de :
      - Torquator Tasso (Adlerflug) : Prix de l'Arc de Triomphe, Grosser Preis von Baden, Grosser Preis von Berlin
      - Tünnes (Guiliani) : Grosser Preis von Bayern

Élevée par le Gestüt Schlenderhan, Allegretta est une propre sœur de Alya, deuxième du Preis der Diana et deuxième mère d'Adlerflug, de Anno, vainqueur du St. Leger allemand (Gr.2) et de Arionette, deuxième du Preis der Winterkönigin, mais également une sœur utérine de Anatas (Priamos), vainqueur de groupe 2 en Allemagne et deuxième du Premio Presidente della Repubblica. Cette souche resta en Allemagne jusque dans les années 70, en raison de l'ostracisme frappant l'élevage allemand nourri par les spoliations d'étalons français durant la Seconde Guerre mondiale. Allegretta fut d'ailleurs le premier foal de cette souche à naître hors d'Allemagne, en l'occurrence en Angleterre.  

### Pedigree
| Origines de Urban Sea (USA), jument alezane née en 1989 | Origines de Urban Sea (USA), jument alezane née en 1989 | Origines de Urban Sea (USA), jument alezane née en 1989 | Origines de Urban Sea (USA), jument alezane née en 1989 |
| ------------------------------------------------------- | ------------------------------------------------------- | ------------------------------------------------------- | ------------------------------------------------------- |
| Père Miswaki                                            | Mr. Prospector                                          | Raise a Native                                          | Native Dancer                                           |
| Père Miswaki                                            | Mr. Prospector                                          | Raise a Native                                          | Raise You                                               |
| Père Miswaki                                            | Mr. Prospector                                          | Gold Digger                                             | Nashua                                                  |
| Père Miswaki                                            | Mr. Prospector                                          | Gold Digger                                             | Sequence                                                |
| Père Miswaki                                            | Hopespringseternal                                      | Buckpasser                                              | Tom Fool                                                |
| Père Miswaki                                            | Hopespringseternal                                      | Buckpasser                                              | Busanda                                                 |
| Père Miswaki                                            | Hopespringseternal                                      | Rose Bower                                              | Princequillo                                            |
| Père Miswaki                                            | Hopespringseternal                                      | Rose Bower                                              | Lea Lane                                                |
| Mère Allegretta                                         | Lombard                                                 | Agio                                                    | Tantième                                                |
| Mère Allegretta                                         | Lombard                                                 | Agio                                                    | Aralia                                                  |
| Mère Allegretta                                         | Lombard                                                 | Promised Lady                                           | Prince Chevalier                                        |
| Mère Allegretta                                         | Lombard                                                 | Promised Lady                                           | Belle Sauvage                                           |
| Mère Allegretta                                         | Anatevka                                                | Espresso                                                | Acropolis                                               |
| Mère Allegretta                                         | Anatevka                                                | Espresso                                                | Babylone                                                |
| Mère Allegretta                                         | Anatevka                                                | Almyra                                                  | Brikhahn                                                |
| Mère Allegretta                                         | Anatevka                                                | Almyra                                                  | Alameda (famille 9-h)                                   |